# Epidendrum sympodiale
Epidendrum sympodiale är en orkidéart som beskrevs av Rudolf Schlechter. Epidendrum sympodiale ingår i släktet Epidendrum och familjen orkidéer.
Artens utbredningsområde är Colombia. Inga underarter finns listade i Catalogue of Life.